# Ichneumon crassipes
Ichneumon crassipes är en stekelart som beskrevs av Geoffroy 1785. Ichneumon crassipes ingår i släktet Ichneumon och familjen brokparasitsteklar. Inga underarter finns listade i Catalogue of Life.